# Strelicijevke
Strelicijevke (lat. Strelitziaceae), malena biljna porodica iz reda đumbirolike (Zingiberales) koja obuhvaća svega tri roda sa zasada sedam priznatih vrsta koje su rasprostranjene na tropskom području Madagaskara, južne Afrike i Južne Amerike.
Kod nas naziv rajska ptica dolazi po egzotičnom cvijetu koji je nalik na glavu ptice, pa je danas ovaj rod omiljen među uzgajivačima kao sobna biljka. Znanstveni naziv strelitzia dolazi po vojvodstvu Mecklenburg-Strelitz, rodnom mjestu kraljice Šarlote, koja je postala kraljica Engleske 1761. godine udavši se za kralja Džordža III.
Od sedam vrsta čak pet pripada rodu Strelitzia, i po jedna vrsta rodivima Phenakospermum i Ravenala.
Rod Ravenala s jednom vrstom (R. madagascariensis) raste na Madagaskaru; Phenakospermum s također jednom vrstom (P. guyannense) u Južnoj Americi. Izgledom je južnoamerička vrsta nalik na Ravenalu, pa je svojevremneno i klasificirana u rod Ravenala pod imenom Ravenala guyannensis.
Ostalih 5 vrsta rastu na jugu Afrike, to su:
1. Strelitzia alba (L.f.) Skeels
2. Strelitzia caudata R.A.Dyer
3. Strelitzia juncea (Ker Gawl.) Link
4. Strelitzia × kewensis S.A.Skan; status još nije riješen
5. Strelitzia nicolai Regel & K.Koch
6. Strelitzia reginae Banks

## Galerija
- Strelitzia juncea
- Strelitzia nicolai
- Strelitzia reginae
- Ravenala madagascariensis